# Mathematica
Mathematica è un ambiente di calcolo simbolico e numerico multipiattaforma, ideato da Stephen Wolfram e successivamente sviluppato da un team di matematici e programmatori. Mathematica usa un potente linguaggio di programmazione interpretato, chiamato linguaggio Wolfram.
Wolfram e il suo gruppo iniziarono a lavorare al programma nel 1986 e pubblicarono la prima versione nel 1988. La versione corrente è la 13.3, uscita il 28 giugno 2023. Il sistema Mathematica è disponibile per le piattaforme Windows, MacOS e Linux.

## Introduzione
Il linguaggio di programmazione di Mathematica - ribattezzato "Wolfram Language" - è basato sulla riscrittura di espressioni (term-rewriting) e supporta svariati paradigmi di programmazione, tra cui la programmazione funzionale, la programmazione logica, la programmazione basata sul riconoscimento di schemi (pattern-matching) e sulle regole di sostituzione (rule-based), nonché la più tradizionale programmazione procedurale. L'approccio procedurale è in generale sconsigliato in Mathematica in quanto molto meno efficiente delle alternative funzionali e basate su regole di sostituzione (rule-based). 
Mathematica è realizzato principalmente in C e C++, ma gran parte delle numerose librerie fornite con il programma sono scritte nel linguaggio proprietario di Mathematica, che può essere utilizzato per espandere ulteriormente le funzionalità del sistema. Di norma il nuovo codice viene aggiunto sotto forma di pacchetto (package), un file di testo in formato ASCII che contiene codice scritto nel linguaggio proprio di Mathematica. I pacchetti hanno estensione .m.
In Mathematica, il linguaggio di base viene interpretato da un kernel che esegue l'elaborazione vera e propria; i risultati vengono quindi comunicati ad una specifica interfaccia tra quelle disponibili. La comunicazione tra il kernel e questi ultimi (o qualsiasi altro client, ad esempio programmi scritti dall'utente) utilizza il protocollo MathLink, spesso attraverso una rete. È possibile che vari processi front-end si connettano allo stesso kernel, e che uno stesso front-end sia connesso a kernel differenti.
Di norma, l'interfaccia utente è rappresentata da un documento di testo interattivo, il blocco per gli appunti (notebook), che è in grado di visualizzare ed interpretare la notazione matematica bidimensionale in formato WYSIWYG e incorpora i risultati dell'elaborazione sotto forma di testo, formule, grafici e suoni. I notebook sono file di testo in formato ASCII con estensione .nb (o .ma per le versioni fino alla 2.2) che possono essere passati da una piattaforma all'altra.
Wolfram Research rende gratuitamente disponibile un software, denominato MathReader, che permette di visualizzare i blocchi per gli appunti con la formattazione matematica bidimensionale. Con la versione 6 ne è stata introdotta una versione avanzata (Mathematica Player) che è in grado di eseguire in tempo reale il codice creato da Mathematica e memorizzato in file con estensione .nbp. Si tratta di dimostrazioni interattive nelle quali l'utente è in grado di modificare determinati parametri per mezzo di un'interfaccia grafica realizzata con appositi comandi del linguaggio Mathematica. Il Wolfram Demonstration Project raccoglie un'ampia selezione di dimostrazioni rivolte in particolare alla didattica.

## Interfacce
L'interfaccia di default presenta un layout estensivo che si contraddistingue per le capacità grafiche integrate e una rappresentazione più aderente alla notazione matematica tradizionale (permette ad esempio di scrivere {\displaystyle x^{4}+1} invece di x^4+1). 

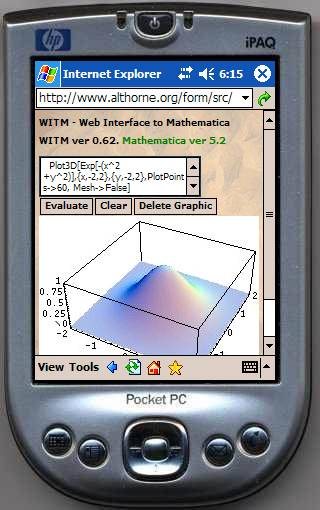
Accesso al kernel di Mathematica tramite WITM su un palmare iPAQ HP

Nella metafora del notebook il testo e i comandi immessi dall'utente, così come i risultati elaborati dal kernel (che comprendono, oltre alle espressioni, anche immagini e suoni) sono rappresentati in una struttura gerarchica di celle. 
Con la versione 3.0 il formato dei notebook ha subìto dei cambiamenti per adeguarsi alla filosofia che in Mathematica tutto è espressione (l'estensione dei file notebook è passata da .ma a .nb). Un notebook è di fatto un file di testo che riporta l'espressione Notebook[] i cui argomenti sono una gerarchia di celle che rappresentano testo, formule, grafici, suoni, animazioni, e a cui si aggiungono una serie di opzioni che stabiliscono le modalità di visualizzazione e di fruizione dei contenuti. A partire dalla versione 6 anche grafici, animazioni e suoni sono diventati oggetti direttamente manipolabili dal linguaggio.
A titolo esemplificativo, quella che segue è la rappresentazione interna di un notebook contenente una sezione, una sottosezione, due celle di testo e una formula:
```
'''Notebook['''{
  Cell[CellGroupData[{
     Cell["Titolo sezione", "Section"],
     Cell["Titolo sottosezione", "Subsection"],
       Cell["testo introduttivo", "Text"],
       Cell[BoxData[
        FormBox[
          RowBox[{
            SuperscriptBox["\[ExponentialE]", 
              RowBox[{
                RowBox[{"cos", "(", "\[Theta]", ")"}], "+",
                RowBox[{"\[ImaginaryI]", " ", 
                  RowBox[{
                  "sin", "(", "\[Theta]", ")"}]}]}]], 
            "\[LongEqual]", "1"}], 
          TraditionalForm]],
       "Input"]
      Cell["quella sopra è una formula formattata", "Text"]
   }, Open]
  ]
}''']'''

```

Questa scrittura, che è contenuta nel file di testo ASCII con suffisso .nb che costituisce il notebook, viene interpretata dall'interfaccia di Mathematica o di Mathreader per produrre una visualizzazione di tipo WYSIWYG il cui contenuto può essere ulteriormente modificato dall'utente ed eventualmente inviato al kernel per la valutazione.
Tutte le versioni per UNIX/Linux sono dotate anche di un'interfaccia a riga di comando; all'utente viene presentata un'interfaccia in formato puramente testuale, di cui viene dato un esempio qui di seguito:
```
% math
Mathematica 5.2 for Sun Solaris (UltraSPARC)
Copyright 1988-2005 Wolfram Research, Inc.
-- Terminal graphics initialized --

In[1]:= Solve[x^2 + 2 x - 9 == 0, x]

Out[1]= {{x -> -1 - Sqrt[10]}, {x -> -1 + Sqrt[10]}}

```

Le prime versioni di Mathematica per MS-DOS erano dotate della sola interfaccia a riga di comando.
Sebbene l'interfaccia standard di Mathematica sia il più diffuso, sono disponibili svariate altre interfacce, come:
- WITM, che sta per Web Interface to Mathematica, è un'interfaccia compatibile con ogni computer dotato di browser Web che permette di utilizzare Mathematica su dispositivi palmari come i PDA per i quali non è disponibile una versione di Mathematica.
- JMath è un'interfaccia basata sulla libreria GNU readline disponibile per sistemi operativi di tipo UNIX.
- MASH permette di eseguire programmi Mathematica autocontenuti dalla riga di comando di un sistema UNIX.

## Il paradigma unico di Mathematica

### Rappresentazione interna delle espressioni
La struttura dati fondamentale di Mathematica è l'espressione. Ogni singolo elemento del linguaggio, dai tipi di dato alla struttura stessa dei notebook, è un'espressione costituita da un'intestazione (Head) e da una sequenza di argomenti racchiusi tra parentesi quadre e separati da virgole. Ad esempio, la scrittura 1+1 viene vista dal kernel come l'espressione
```
Plus[1,1]
```

mentre l'assegnamento alla variabile x (che non richiede di essere dichiarata prima di essere utilizzata) della succitata somma, ossia la scrittura x=1+1, viene rappresentata internamente con
```
Set[x, Plus[1,1]]
```

Il vantaggio di questa rappresentazione è che tutto il contenuto di notebook e package (che a loro volta non sono altro che espressioni) può essere rappresentato con semplici file di testo in formato ASCII, condivisibili tra le diverse piattaforme su cui Mathematica è implementato.
La rappresentazione interna di un'espressione può essere visualizzata per mezzo dei comandi Fullform e TreeForm.
```
<small>In[5]:=</small> '''FullForm[1 + Sin[2 Pi (w t + a)]]
<small>Out[5]:=</small> Plus[1, Sin[Times[2, Pi, Plus[a, Times[t, w]]]]]

```

L'intestazione di un'espressione può essere visualizzata per mezzo del comando Head[]:
```
<small>In[1]:=</small> '''Head[1 + 1]'''
<small>Out[1]=</small> Plus

```

```
<small>In[2]:=</small> '''Head[{1,2,3}]'''
<small>Out[2]=</small> List

```

Le sue parti interne sono invece accessibili utilizzando la procedura Part[n1,n2,...] la cui forma breve è rappresentata da [[n1,n2,...]]. Nell'esempio che segue vengono estratte, rispettivamente: l'intestazione, il secondo argomento di Plus, il primo (e unico) argomento della funzione Sin, il secondo addendo del terzo fattore nell'argomento di Sin.
```
<small>In[3]:=</small> '''expr = 1 + Sin[2 Pi (w t + a)];
<small>In[4]:=</small> '''{Part[expr, 0], expr[[2]], expr[[2, 1]], expr[[2, 1, 3, 2]]}'''
<small>Out[4]=</small> {Plus, Sin[2 Pi (a + t w)], 2 Pi (a + t w), t w}

```

#### Atomi
Mathematica offre anche dei tipi atomici che identificano le diverse tipologie di numero (intero, razionale, reale, complesso) e di simbolo (simbolo del linguaggio, stringa di caratteri). I tipi atomici in Mathematica sono: Integer, Rational, Real, Complex, Symbol e String.
La rappresentazione di un atomo differisce in un certo senso da quella delle espressioni tradizionali (i cui dati sono riportati tra le parentesi quadre dell'espressione) in quanto l'intestazione non viene in genere visualizzata, pur essendo restituita dal comando Head. I seguenti comandi applicano la procedura Head a ciascun elemento della lista che segue /@ (la notazione infissa di Map[]):
```
<small>In[1]:=</small> '''Head /@ {7, 2/3, 2.71, 5 - 3 I, I, E, Pi}'''
<small>Out[1]=</small> {Integer, Rational, Real, Complex, Complex, Symbol, Symbol}

```

```
<small>In[2]:=</small> '''Head /@ {Integer, Plus, Map, Solve, "Integer", "Pluto"}'''
<small>Out[2]=</small> {Symbol, Symbol, Symbol, Symbol, String, String}

```

### Valutazione delle espressioni
Quando si invia un'espressione al kernel, questi la elabora (o, mutuando il termine anglofono Evaluate, la valuta) immediatamente applicando (nell'ordine) all'intestazione, agli argomenti e all'espressione nel suo complesso una serie di regole di trasformazione specificate dall'utente o predefinite nel linguaggio.
```
<small>In[1]:=</small> '''1 + 1'''
<small>Out[1]=</small> 2

```

A differenza di altri prodotti analoghi, quali Maxima e Maple, Mathematica applica ricorsivamente le regole di trasformazione memorizzate fino a quando l'espressione elaborata non subisce ulteriori variazioni (si dice che è stato raggiunto un punto fisso), o viene raggiunto un limite di ricorsione predefinito. Perché ciò abbia senso è opportuna - anche se non imposta - l'assenza di effetti collaterali (side effect); da questo elemento deriva la somiglianza con la programmazione funzionale.
Le funzioni ed il codice sono di prima classe, e non opache. Lo scoping è dinamico, ma ci sono anche alcuni costrutti che tentano di simulare lo scope lessicale.

### La valutazione trasparente all'utente
Il processo di valutazione da parte del kernel è in parte trasparente all'utente e questo può essere fonte di frustrazione per il programmatore novizio. Dato che l'intestazione e gli argomenti vengono valutati per primi, quando l'espressione viene valutata nel suo complesso ha già subìto una parziale trasformazione della sua sintassi. Siccome le regole di riscrittura si basano su sostituzioni sintattiche, e non semantiche, può capitare che certe regole di sostituzione non trovino più applicazione sulla forma modificata e pertanto non sortiscano l'effetto desiderato.
Ad esempio, è possibile sostituire il simbolo 1 con il simbolo 3 per mezzo della seguente regola di sostituzione
```
<small>In[1]:=</small> '''1 /. (1->3)'''
<small>Out[1]=</small> 3

```

internamente rappresentata come:
```
ReplaceAll[1,Rule[1,3]]
```

Tuttavia, se si cerca di effettuare una sostituzione dello stesso simbolo nella scrittura 1+1 si ottiene un risultato diverso dal valore 6 atteso: 
```
<small>In[2]:=</small> '''1 + 1 /. (1->3)'''
<small>Out[2]=</small> 2

```

Questo succede perché ha avuto luogo una valutazione trasparente dell'espressione ReplaceAll[Plus[1,1],Rule[1,3]] prima che la regola di sostituzione invocata da ReplaceAll potesse essere applicata. Il kernel ha infatti valutato gli argomenti di ReplaceAll prima di chiamare tale funzione. Il risultato è stato che ReplaceAll ha avuto la seguente sintassi di chiamata:
```
ReplaceAll[2, Rule[1,3]]
```

e, non potendo trovare il simbolo 1, non ha sortito alcun effetto.
La mancata comprensione del meccanismo di valutazione trasparente è una delle principali fonti di errore nella programmazione con Mathematica, testimoniata dai numerosi messaggi in merito sul gruppo di discussione comp.soft-sys.math.mathematica.

#### Esempio pratico
Un esempio non banale di come la valutazione trasparente dell'intestazione possa portare a risultati in apparente contraddizione con quelli attesi è il seguente: uno dei modi per calcolare la derivata simbolica di una funzione in Mathematica è tramite la forma postfissa dell'operatore Derivative; se f[x] è la funzione della variabile x, allora la derivata è data da f'[x]. Questa operazione è equivalente alla forma in notazione prefissa Derivative[1][f][x], che consiste di una funzione della variabile x con intestazione Derivative[1][f]. Quando si valuta l'espressione, Mathematica procede a elaborare l'intestazione, calcolando la derivata prima della funzione pura f e poi la valuta in corrispondenza dell'argomento (in questo caso x). Ad esempio, se f è la funzione speciale seno integrale si ha
```
<small>In[3]:=</small> '''SinIntegral'[x]'''
<small>Out[3]=</small> Sin[x]/x

```

Se però si vuole calcolare la derivata della funzione SinIntegral[x^2], la seguente valutazione
```
<small>In[4]:=</small> '''SinIntegral'[x^2]'''
<small>Out[4]=</small> Sin[x^2]/x^2

```

fornisce un risultato che non concorda con le regole di derivazione composta di una funzione. Questo perché l'intestazione è stata valutata senza tener conto degli argomenti della funzione. Il risultato dell'operazione è infatti la derivata funzionale del seno integrale valutata in corrispondenza del valore x^2.
Per ottenere un risultato in accordo con la regola di derivazione delle funzioni composte è necessario utilizzare il comando D[expr,var] in cui si specifica la variabile rispetto alla quale si deriva:
```
<small>In[5]:=</small> '''D[SinIntegral[x^2],x]'''
<small>Out[5]=</small> 2 Sin[x^2]/x

```

### La riduzione a forma normale
Affinché le regole di sostituzione possano essere applicate con consistenza ed evitando il rischio di una ricorsione infinita, è fondamentale che le differenti forme sintattiche con cui un'espressione può essere rappresentata siano riconducibili in maniera univoca ad un'unica forma che non sia passibile di ulteriori trasformazioni. Questa forma, che altro non è che il punto fisso delle trasformazioni applicabili (siano esse predefinite o definite dall'utente) è la cosiddetta forma normale. 
La riduzione in forma normale è importante ai fini della programmazione in Mathematica sia quando essa sia dovuta a regole integrate nel sistema, sia quando debba essere implementata nel codice utente.
Ad esempio, è chiaro che il polinomio 2x2-5x+1-x2+(3+4)x può essere rappresentato anche con le seguenti scritture (matematicamente equivalenti)
x2+2x+1 == 2x+x2+1 == 1+2x+x2
derivanti dall'applicazione della proprietà associativa e commutativa della somma (implementate in Mathematica per mezzo degli attributi 'Flat' e 'Orderless' della funzione Plus). Di default Mathematica ordina automaticamente i polinomi partendo dalle potenze più basse, onde per cui il polinomio succitato, se valutato, verrà automaticamente convertito nella forma 1+2x+x2. È quindi necessario tenere presente che le regole di sostituzione aventi per argomento una delle altre forme equivalenti potrebbero non trovare applicazione sulla forma normale che verrà loro passata.
È altresì vero che lo stesso polinomio può essere rappresentato dalle scritture
(x+1)(x+1) == (x+1)2
che non vengono automaticamente elaborate da Mathematica in assenza di comandi specifici. Un ipotetico codice utente deputato a estrarre informazioni dal polinomio (come il coefficiente di x) deve occuparsi di ridurre le diverse rappresentazioni alla medesima forma normale, ad esempio forzandone l'espansione ed eventualmente semplificando ulteriormente il risultato. Una volta raggiunta la forma normale sarà possibile applicare le regole per l'estrazione delle informazioni ed ottenere risultati consistenti indipendentemente dalla sintassi usata per passare l'input.

### Meccanismi di controllo della valutazione
Mathematica offre diversi meccanismi che permettono al programmatore di condizionare il modo in cui un'espressione viene valutata. I principali sono gli attributi associati alle funzioni e i costrutti del tipo Hold ed Evaluate.

### Manipolazione delle espressioni
Uno dei principi guida di Mathematica è la struttura unificata presente dietro quasi tutti gli oggetti rappresentabili in Mathematica. Ad esempio se inseriamo l'espressione {\displaystyle x^{4}+1}, essa verrà rappresentata come se fosse stato scritto:
```
<small>In[1]:=</small> '''x^4 + 1'''
<small>Out[1]=</small> 1+x<sup>4</sup>

```

Comunque se il comando FullForm è utilizzato in questa espressione:
```
<small>In[2]:=</small> '''FullForm[x^4 + 1]'''
<small>Out[2]=</small> Plus[1, Power[x, 4]]

```

Quasi tutti gli oggetti in Mathematica hanno la forma base head[e1, e2, ...] (che può anche essere visualizzata o inserita in qualche altro stile). Per esempio, la head dell'esempio precedente è Plus, a simboli come x hanno la forma Symbol["x"]. Anche le liste hanno questa struttura, dove la Head è List.
Questo principio permette alle ordinarie espressioni che non hanno nulla a che fare con le liste, di contenere operatori relativi alle liste:
```
<small>In[3]:=</small> '''Expand[(Cos[x] + 2 Log[x^11])/13][[2, 1]]'''
<small>Out[3]=</small> 2/13

```

Può anche avvenire il contrario—Le liste possono essere modificate con gli operatori normali:
```
<small>In[4]:=</small> '''Map[Apply[Log, #] &, {{2, x}, {3, x}, {4, x}}]'''
<small>Out[4]=</small> {Log[x]/Log[2], Log[x]/Log[3], Log[x]/Log[4]}

```

Dove la funzione Apply cambia la Head del suo secondo argomento in quella del primo.

#### Esempi
Il seguente esempio di codice Mathematica trova il determinante di una matrice 6×6 i cui elementi i, j-esimi contengono ij e gli elementi nulli sono sostituiti con 1.
```
<small>In[1]:=</small> '''Det[Array[Times, {6, 6}, 0] /. 0 -> 1]'''
<small>Out[1]=</small> 0

```

Quindi il determinante di questa matrice è 0.
Il seguente calcolo numerico trova la radice dell'equazione ex = x2 + 2, partendo dal punto x = -1.
```
<small>In[2]:=</small> '''FindRoot[Exp[x] == x^2 + 2, {x, -1}]'''
<small>Out[2]=</small> {x -> 1.3190736768573652}

```

## La programmazione in Mathematica

### Flessibilità
Mathematica permette di programmare seguendo differenti paradigmi. Consideriamo un semplice esempio: si desidera ottenere una tabella dei valori di massimo comune divisore(x, y) per 1 ≤ x ≤ 5, 1 ≤ y ≤ 5.
L'approccio più sintetico è quello di utilizzare una delle varie funzioni specializzate:
```
<small>In[3]:=</small> '''Array[GCD, {5, 5}]'''
<small>Out[3]=</small>  {{1, 1, 1, 1, 1}, {1, 2, 1, 2, 1}, {1, 1, 3, 1, 1}, {1, 2, 1, 4, 1}, {1, 1, 1, 1, 5}}

```

Ci sono almeno altri tre modi di fare la stessa cosa:
```
<small>In[4]:=</small> '''Table[GCD[x, y], {x, 1, 5}, {y, 1, 5}]'''
<small>Out[4]=</small>  {{1, 1, 1, 1, 1}, {1, 2, 1, 2, 1}, {1, 1, 3, 1, 1}, {1, 2, 1, 4, 1}, {1, 1, 1, 1, 5}}

```

Un approccio in stile APL:
```
<small>In[5]:=</small> '''Outer[GCD, Range[5], Range[5]]'''
<small>Out[5]=</small>  {{1, 1, 1, 1, 1}, {1, 2, 1, 2, 1}, {1, 1, 3, 1, 1}, {1, 2, 1, 4, 1}, {1, 1, 1, 1, 5}}

```

Outer corrisponde all'operatore prodotto esterno, Range corrisponde all'operatore iota.
Un approccio iterativo:
```
<small>In[6]:=</small>''' l1 = {}; (* inizializza come lista vuota,'''
       '''dato che in conclusione vogliamo una lista *)'''
       '''For[i = 1, i <= 5, i++,'''
       '''l2 = {};''' 
          '''For[j = 1, j <= 5, j++,'''
             '''l2 = Append[l2, GCD[i, j]]''' 
             '''];'''
          '''l1 = Append[l1, l2]; 
             '''(* appende la sottolista, cioè la riga *)'''
       ''']; l1'''
<small>Out[6]=</small>  {{1, 1, 1, 1, 1}, {1, 2, 1, 2, 1}, {1, 1, 3, 1, 1}, {1, 2, 1, 4, 1}, {1, 1, 1, 1, 5}}

```

Notare come questa soluzione sia considerevolmente più lunga delle altre.

### Efficienza
Le routine predefinite (built-in) di Mathematica sono scritte per la maggior parte in linguaggio C e come tali sono particolarmente efficienti dal punto di vista dei tempi di esecuzione. Tuttavia, data l'assenza di tipizzazione in Mathematica, ogni procedura invocata in un pacchetto o in un notebook fa capo a più routine specializzate in linguaggio C, ognuna delle quali gestisce l'esecuzione sulla base dei tipi di dato passati dall'utente. 
Per ogni procedura il kernel deve prima verificare che i dati passati siano validi e successivamente scegliere, tra gli algoritmi per il particolare tipo di dati identificato, quello che meglio si adatta a risolvere il problema. 
Tutto questo comporta un overhead che è in genere trascurabile per la singola procedura, ma diventa rilevante quando siano interessate più procedure in successione o si debbano ripetere i calcoli all'interno di un ciclo.
I tempi di esecuzione di un programma scritto in Mathematica dipendono pertanto dal compromesso tra l'efficienza delle routine scritte in C e l'overhead dovuto alla mancanza di tipizzazione. Per ridurre i tempi di esecuzione si possono seguire due strade: utilizzare il costrutto Compile[] per istruire il kernel sul tipo di dati che dovranno essere passati alla routine di basso livello, oppure far ricorso a routine di calcolo scritte in un linguaggio compilato (come C o Fortran) che comunichino (in entrambe le direzioni) con Mathematica per mezzo di MathLink.

## I pacchetti
Il sistema viene fornito con una nutrita schiera di pacchetti standard che coprono un'ampia gamma di applicazioni matematiche e non. Numerosi altri pacchetti, e relativi notebook, possono essere reperiti (per lo più gratuitamente) sul Web e in particolare sul sito del Wolfram Information Center.

## Interfacciamento con altre applicazioni
La comunicazione con altre applicazioni avviene attraverso il protocollo MathLink. Esso permette non solo la comunicazione tra il kernel e le interfacce, ma fornisce anche un'interfaccia generale tra il kernel ed una applicazione arbitraria. Wolfram Research distribuisce gratuitamente un kit di sviluppo per collegare applicazioni scritte in C al kernel di Mathematica attraverso MathLink. Altri due componenti di Mathematica, attraverso MathLink, permettono agli sviluppatori di collegare il kernel ad un programma in Java o un programma .NET: J/Link e .NET/Link.
J/Link permette di interfacciare codice Java e programmi in linguaggio Mathematica. Da un lato i programmi Java di utilizzare i comandi di Mathematica per eseguire calcoli; dall'altro viene concesso a Mathematica di caricare classi Java, manipolare oggetti Java ed eseguire chiamate a metodi rendendo possibile, ad esempio, la costruzione di un'interfaccia grafica per un'esecuzione interattiva del codice Mathematica.
Similmente, un software .NET può invocare il kernel per eseguire calcoli e rimandare i risultati indietro, e gli sviluppatori Mathematica possono avere accesso alle funzionalità .NET in maniera semplice.

### Accesso al kernel tramite Web
Wolfram Research produce anche un programma denominato webMathematica che consente ad un server Web di interfacciarsi con il kernel di Mathematica. Risulta in questo modo possibile servire agli utenti delle pagine interattive in cui, tramite appositi form gli utenti possono richiede l'elaborazione del kernel per effettuare calcoli o visualizzare grafici.

### Accesso al Web tramite kernel
Dalla versione 5.1, Mathematica dispone di un package (denominato WebServices.m) che consente di accedere ai servizi messi a disposizione dai siti Web, rendendone disponibili le funzioni come se si trattasse di comandi di Mathematica. WebServices.m supporta il protocollo SOAP ed è in grado di rilevare ed installare funzionalità aggiuntive tramite WSDL.
A partire dalla versione 8, Mathematica permette di interagire con il motore di ricerca Wolfram|Alpha direttamente dall'interfaccia del notebook.

## Pro e Contro

### Vantaggi
L'interfaccia standard adottata dalle versioni più recenti di Mathematica (in pratica da tutte quelle attualmente supportate) semplifica drasticamente la stesura di calcoli e la loro documentazione. Il codice viene eseguito cliccandoci sopra e premendo maiusc-invio. È anche possibile selezionare diverse celle contenenti il codice (anche in blocchi organizzati secondo una struttura gerarchica) evidenziando le rispettive barre laterali ed eseguire il codice in successione. Il vantaggio di questo approccio è che gli utilizzatori possono modificare alcuni parametri del calcolo e rieseguire il codice in pochi secondi. Gli eventuali errori possono essere corretti direttamente all'interno del notebook ed i calcoli rieseguiti senza dover ridigitare, ricopiare o ricompilare le linee di codice successive. Altri ambienti di calcolo richiedono invece, quando usati in modalità interattiva, di andare a ricercare nello storico i calcoli effettuati, ricopiarli, modificarli e poi eseguirli.
Un altro dei vantaggi di Mathematica risiede nella sua abilità nel trattare numeri in precisione arbitraria e quantità esatte (come i numeri razionali). Risulta così possibile effettuare calcoli esatti o con una precisione limitata solo dalla disponibilità di risorse della macchina hardware.
Mathematica offre inoltre funzioni altamente generalizzate per ambito di applicabilità e numero di dimensioni dei dati, delegando ad algoritmi interni la scelta delle procedure ottimizzate per il particolare tipo di dato passato. Ad esempio l'operazione di convoluzione può essere applicata a liste monodimensionali o multidimensionali di valori numerici o variabili simboliche, mentre la procedura Fourier per il calcolo della FFT presenta la medesima sintassi per i casi mono e multidimensionale. Viene in questo modo semplificata la modifica del codice a problemi più generali.
Anche il numero di funzioni disponibili è elevato e permette di scrivere programmi compatti e al contempo ottimizzati grazie ad algoritmi interni spesso allo stato dell'arte.

### Critiche
A differenza di altri ambienti di calcolo simbolico, che sono open source e possono venire liberamente utilizzati, copiati e, all'occorrenza, modificati, Mathematica è un software proprietario che prevede limitazioni riguardo all'uso, la copia e la modifica.
I dati manipolati da Mathematica sono principalmente liste annidate, la cui esatta struttura è di difficile discernimento quando il numero di dimensioni cresce.
La natura prevalentemente funzionale della programmazione in Mathematica rende difficoltosa la ricerca di errori nel codice (debugging). I messaggi di errore non puntano direttamente all'istanza della funzione che li ha causati e non vengono forniti numeri di riga o altre funzioni che permettano di risalire al punto del codice in cui l'errore si è verificato. Le funzionalità offerte di default da Mathematica (in particolare il costrutto Trace e le sue varianti) restituiscono una mole di informazioni tale da essere di difficile interpretazione ai programmatori meno esperti. Esistono pacchetti gratuiti che estendono le funzionalità di Trace manipolando i risultati prodotti per isolare i comportamenti anomali del codice e risalire alla fonte del problema, ma non essendo inclusi nella versione standard di Mathematica non ne è garantito il supporto (o il funzionamento) nelle versioni successive.
Wolfram Research produce un ambiente di sviluppo da acquistare separatamente, denominato Wolfram WorkBench, che è basato su Eclipse e offre funzionalità per il lavoro di gruppo, il controllo delle versioni e il debugging avanzato (incluso gratuitamente nella manutenzione Premier Service).
Il costo di una singola licenza standard di Mathematica 8 per l'utente professionale che non possa trarre vantaggio dagli sconti riservati a studenti, insegnanti, istituti governativi ed educativi è di 3185 euro per le piattaforme Windows/Macintosh/Linux. Il costo comprende la licenza perpetua e un anno di manutenzione Premier Service (seconda licenza per il laptop, aggiornamenti e supporto). L'utente non professionale può acquistare la licenza Home Edition offerta a un prezzo sensibilmente ridotto
Una critica che viene mossa ai forum presenti sul sito di Wolfram Research e al gruppo di discussione pubblico comp.soft-sys.math.mathematica è che si tratta di gruppi moderati in cui la comunicazione viene rallentata dall'esigenza di moderazione. Una delle regole per postare sul gruppo di discussione pubblico, inoltre, prevede che non sia possibile citare altri sistemi di calcolo numerico o simbolico e questo viene percepito da alcuni come un ostacolo alla libertà di discutere di certi aspetti del linguaggio che sono realizzati meglio o peggio in altri software.

## Mathematica sul Web
MathWorld è un'enciclopedia matematica in continua crescita e realizzata con la tecnologia di Mathematica. Moltissimi argomenti offrono un notebook da scaricare contenente le formule o i grafici più importanti.
The Wolfram Functions Site è un sito che riporta la più vasta collezione di formule e grafici relativi alle più disparate funzioni matematiche. È possibile scaricare i formulari e le applicazioni in formato notebook.
Wolfram Demonstration Project raccoglie un'ampia gamma di dimostrazioni realizzate con Mathematica 6 e fruibili per mezzo del programma gratuito Mathematica Player.
The Wolfram Integrator (precedentemente noto come 'The Mathematica Integrator') è un sito web in cui la tecnologia di Mathematica viene messa a disposizione dei navigatori che vogliano calcolare integrali in forma simbolica. Si immette la funzione da integrare con la notazione di Mathematica e la si sottopone a un kernel remoto per la valutazione.
Sulla Online Encyclopedia of Integer Sequences, Mathematica e Maple sono i due Computer Algebra System più usati per i quali sono forniti comandi per calcolare sequenze.
LiveGraphics3D è un'applet scritta in Java 1.1 che permette di inserire grafici interattivi all'interno di una pagina Web. I grafici, rappresentati con la sintassi di Mathematica, sono interpretati dall'applet Java e visualizzati in una finestra interattiva sulla pagina Web. L'utente può così ruotare a piacere le figure nello spazio 3D, attivare o fermare animazioni, e addirittura modificare determinati parametri della rappresentazione, spostando elementi predefiniti. L'applet non richiede la presenza di Mathematica sul sistema che produce o legge le pagine e può essere utilizzata gratuitamente per scopi personali (l'uso commerciale richiede invece una licenza da parte di Wolfram Research Inc.).

## Versioni
Sono state pubblicate le seguenti versioni:
- Mathematica 1.0 (1988)[4]
- Mathematica 1.2 (1989)[5]
- Mathematica 2.0 (1991)[6]
- Mathematica 2.1 (1992)[7]
- Mathematica 2.2 (1993)[8]
- Mathematica 3.0 (1996)[9]
- Mathematica 4.0 (1999)[10]
- Mathematica 4.1 (2000)
- Mathematica 4.2 (2002)[11]
- Mathematica 5.0 (2003)[12]
- Mathematica 5.1 (2004)[13]
- Mathematica 5.2 (2005)[14]
- Mathematica 6.0 (2007)[15]
- Mathematica 6.0.1 (2007)
- Mathematica 6.0.2 (2008)
- Mathematica 6.0.3 (2008)
- Mathematica 7.0 (2008)[16]
- Mathematica 7.0.1 (2009)
- Mathematica 8.0 (2010)[17]
- Mathematica 8.0.1 (2011)
- Mathematica 9.0 (2012)[18]
- Mathematica 10.0 (2014)
- Mathematica 10.0.1 (2014)
- Mathematica 10.0.2 (2014)
- Mathematica 10.1 (2015)
- Mathematica 10.2 (2015)
- Mathematica 10.3 (2015)
- Mathematica 10.3.1 (2015)
- Mathematica 10.4 (2016)
- Mathematica 10.4.1 (2016)
- Mathematica 11.0 (2016)
- Mathematica 11.0.1 (2016)
- Mathematica 11.1 (2017)
- Mathematica 11.1.1 (2017)
- Mathematica 11.2 (2017)
- Mathematica 11.3 (2018)
- Mathematica 12 (2019)
- Mathematica 12.1 (2020)[19]
- Mathematica 12.2 (2020)
- Mathematica 12.3 (2021)